# Slaget ved Lyngør
Slaget ved Lyngør var et søslag udkæmpet mellem den dansk-norske og den britiske flåde udfor Lyngør i 1812. Baggrunden for slaget var at de britiske styrker var blevet sendt mod Norge for at neutralisere den nybyggede fregat Najaden. 

## Ekstern kilde/henvisning
- Najadens kaptajens rapport efter slaget Arkiveret 29. december 2004 hos  Wayback Machine
- Slaget ved Lyngør, NRK 2017

58°37′59″N 9°07′38″Ø / 58.6331°N 9.1272°Ø